# Бандикота індійська
Бандикота індійська (Bandicota indica) — вид гризунів з родини мишевих, що мешкає в Південній і Південно-Східній Азії.

## Опис
Бандикота індійська — великий гризун (найбільший в роді бандикота). Довжина тіла без врахування хвоста сягає від 19 до 33 см, довжина хвоста сягає від 19 до 28 см. Може досягати ваги 1,1 кг. Шерсть на верхній частині тіла темно-сіро-коричнева; є багато окремих довгих і чорних волосин. Боки сірі, на животі коротка шерсть світло-сірого кольору. Хвіст довгий, голий, покритий лусочками, лапи темні зі світлими кігтями. Молоді особини значно світліші за дорослих. У самок 6 пар сосків.

## Екологія
Самка за своє життя народжує 8-10 разів. Народжується від 8 до 14 щурят. Бандикоти досягають статевої зрілості у віці 50-60 днів. Тривалість життя дорослих особин становить близько року.
Індійська бандикота веде нічний спосіб життя. Як і більшість щурів, загалом всеїдна. Поблизу людських поселень харчується відходами. Також вона їсть рослинний корм, як зелені частини рослин. так і насіння; може полювати на свійську птицю.
Незважаючи на схильність до синантропії, бандикоти риють нори поза людськими житлами в землі. Нори глибокі, з окремими камерами для гнізда і харчових запасів. в норі живе самець або самка з дитинчатами.

## Поширення і збереження
Бандикота індійська мешкає в Південній та Південно-Східній Азії, а також на Тайвані і Яві. Це поширений вид, в деяких місцях вважається шкідником. МСОП вважає вид таким, що не потребує особливого нагляду.